# 氯丙嗪
氯丙嗪 （INN：chlorpromazine，CPZ) ，商品名有 Thorazine 和 Lagactil 等，是一种吩噻嗪类抗精神病藥，有显著镇静、催眠及镇吐作用。主要用於治療思覺失調症等精神疾病，另外還用於治療雙相障礙、兒童嚴重行為問題（包括患有注意力不足過動症的兒童）、噁心和嘔吐、手術前焦慮以及處理後並未改善的打嗝。它可經由口服、肌肉注射、靜脈注射及直腸給藥方式給藥。
氯丙嗪是種典型抗精神病藥物，就化學角度而言，屬於啡噻嗪類藥物家族中的一種。作用機制尚不完全清楚，但據信與其所具的多巴胺拮抗劑作用有關。它具有血清素受體拮抗劑和組織胺拮抗劑特性。
使用後常見的副作用有錐體外症候群、嗜睡、口乾、直立性低血壓和體重增加。嚴重的副作用有潛在不可逆的遲發性運動不能、抗精神病藥物惡性症候群、癲癇發作閾值嚴重降低和白血球減少症。對於因失智症而罹患精神疾病的老年人來說，死亡風險可能會升高。目前尚不清楚個體於懷孕期間使用對於胎兒是否安全。
氯丙嗪於1950年開發成功，是市場上首次推出的抗精神病藥。它已被列入世界衛生組織基本藥物標準清單之中。此藥物被譽為精神病學史上的偉大成就之一。市面上有其通用名藥物流通。

## 醫療用途
氯丙嗪用於治療急性和慢性精神疾病，包括思覺失調症和雙相障礙的躁狂期，以及苯丙胺（安非他命）引起的精神疾病。
於2013年針對15種抗精神病藥治療思覺失調症的比較，顯示氯丙嗪具有中等有效性。它比魯拉西酮和伊潘立酮的效力高出13%，大約與齊拉西酮和阿塞那平的效力相當，比氟哌啶醇、喹硫平和阿立哌唑的效力低12-16%。
考科藍合作組織於2014年進行過一項系統性回顧，對55項試驗的研究結果進行氯丙嗪與安慰劑治療思覺失調症有效性的比較 - 接受氯丙嗪治療的患者在6個月至2年的追蹤期間復發率較使用安慰劑者為低。但經過兩年的追蹤期後，兩組之間的結果即無差異。接受氯丙嗪治療的患者症狀和功能可得到全面改善。系統性回顧還強調該藥物的副作用"不僅嚴重，且讓人憔悴" - 包括嗜睡、體重大幅增加、血壓降低以及錐體外症候群的風險增加。回顧指出納入的55項試驗的證據品質非常低，其中有315種試驗由於品質不佳而無法利用。考科藍合作組織呼籲對此主題進行進一步研究，因為氯丙嗪是一種價廉的基準藥物，也是全球最常用到的思覺失調症治療藥物之一。
氯丙嗪除用於治療精神疾病外，過去也用於治療紫質症和破傷風。它在目前仍被推薦作為短期治療嚴重焦慮和精神病性攻擊行為的首選藥物。此外，此藥物亦可用於治療難治性或嚴重的打嗝、噁心嘔吐，以及麻醉前用藥（或稱手術前用藥）。利用低劑量氯丙嗪對入院治療的愛滋病患者的譫妄症狀有良好治療效果。

### 其他用途
氯丙嗪偶爾會被仿單標示外使用，以治療嚴重偏頭痛。它通常（特別在緩和照顧時）會以小劑量來減少接受阿片類藥物治療癌症患者發生的噁心，並加強和延長阿片類藥物的鎮痛作用。它在治療症狀性高血壓急症方面也能發揮作用。
在德國，此藥物的標籤適應症仍然是失眠、嚴重搔癢和麻醉前用藥。
氯丙嗪被用作致幻劑的解毒劑（參見迷幻藥終結者），以阻斷賽洛西賓、麥角酸二乙醯胺（LSD）和麥司卡林等血清素類迷幻藥物的作用。然而氯丙嗪用於此用途的臨床研究結果並不一致，有些顯示氯丙嗪可降低致幻劑的效果，有些則認為氯丙嗪對致幻劑的效果沒影響，甚至有研究指出氯丙嗪可能反而會增強致幻劑的效果。
氯丙嗪和其他啡噻嗪類已被證明具有抗菌特性，但目前除極少數情況外並未用於此目的。

## 不良影響
使用氯丙嗪的癲癇發作風險似乎有劑量依賴性。與氟哌啶醇或三氟拉嗪等典型高效抗精神病藥相比，使用氯丙嗪會較少出現遲發性運動不能（不由自主、重複的身體運動）和靜坐不能（一種內心不安和無法保持靜止的感覺）的結果。有一些證據表顯示在保守用藥情況下，氯丙嗪導致的此類效應的發生率可能與較新的藥物如利培酮或奧氮平等的相當。
長時間服用大劑量氯丙嗪可能會導致其沉積在眼部組織，而會引起一系列的視力問題。

### 禁忌症
有下列狀況的個體絕對禁用：
- 循環功能不全
- 中樞神經系統抑制
- 昏迷
- 藥物中毒
- 骨髓抑制
- 嗜鉻細胞瘤
- 肝衰竭
- 活動性肝病
- 先前對啡噻嗪類藥物（尤其是氯丙嗪）或所用製劑中的任何賦形劑會過敏（也包括黃疸、粒細胞缺乏症（英语：agranulocytosis））者。

應謹慎使用：
- 癲癇
- 帕金森氏症
- 重症肌無力
- 副甲狀腺功能低下症
- 良性前列腺增生（攝護腺肥大）

在極少數情況下可能會出現QT間期延長，而增加潛在致命性心律不整的風險。

### 藥物交互作用
口服氯丙嗪之前進食會限制人體的吸收，同樣的，與苯托品共同用藥也會減少氯丙嗪的吸收。飲酒會減少氯丙嗪的吸收。抗酸藥會減緩氯丙嗪的吸收。服用鋰鹽和長期使用巴比妥類藥物會顯著增加氯丙嗪的清除率。三環抗抑鬱藥 (TCA) 會降低氯丙嗪的清除率，進而增加體內氯丙嗪的濃度。與細胞色素P450CYP1A2抑制劑（如環丙沙星、氟伏沙明或維莫非尼）合併使用會降低氯丙嗪的清除率，而增加體內濃度，並可能產生不良反應。氯丙嗪還會增強巴比妥類藥物、苯二氮平類藥物、阿片類藥物、鋰鹽和麻醉劑等藥物的中樞神經系統抑制作用，將呼吸抑制和鎮靜等不良反應的可能性提升。
氯丙嗪也是CYP2D6的中度抑制劑和CYP2D6的基質，因而會抑制其本身在人體的代謝。氯丙嗪還會抑制CYP2D6基質（例如右美沙芬）的清除，而增強其在人體的作用。其他藥物，如可待因和他莫昔芬，因需要CYP2D6介導的活化而成為活性代謝物，其治療效果也因CYP2D6受抑制而減弱。
氯丙嗪也會與藥物用腎上腺素交互作用，導致血壓下降。單胺氧化酶抑制劑 (MAOIs) 和噻嗪類利尿劑也會強化接受氯丙嗪治療患者的直立性低血壓。奎尼丁會與氯丙嗪交互作用，加重心肌抑制。同樣的，它也會拮抗可樂定和胍乙啶的作用。此藥物還可能降低癲癇發作閾值，因此應考慮採相應滴定抗驚厥治療。丙氯拉嗪和去鐵胺也會與氯丙嗪交互作用，產生短暫代謝性腦病變。
其他會延長QT間期的藥物，如奎尼丁、維拉帕米、胺碘酮、索他洛爾和美沙酮，也可能與氯丙嗪相互作用，將QT間期延長進一步加劇。

### 停藥
英國國家處方集建議在停用抗精神病藥時應採漸進方式，以避免急性戒斷症候群或快速復發發生。戒斷症狀通常有噁心、嘔吐和食慾不振。其他症狀有煩躁不安、出汗增加和睡眠困難。不常見的有暈眩、麻木或肌肉痛的感覺。但通常症狀會在短期間內消失。
有初步證據顯示停用抗精神病藥可能會導致精神疾病發生。它也可能導致受治療的症狀再次出現。在極少數情況下，停藥後可能會出現遲發性運動不能。

## 藥理學
氯丙嗪被歸類為一種低效力的典型抗精神病藥物。這類抗精神病藥具有較多的抗膽鹼劑副作用，例如口乾、鎮靜和便秘，且錐體外症候群副作用發生率較低，而高效抗精神病藥（例如氟哌啶醇）則具有相反的特徵。

### 藥效學
氯丙嗪作為一種拮抗劑（阻斷劑），能作用於不同的突觸後和突觸前受體。
- 多巴胺受體，可能會導致錐體外症候群出現。
- 5-羥色胺受體（血清素受體），可能會導致體重增加及射精困難。
- 組織胺受體（英语：histamine receptor），可能會導致昏睡、嘔吐、暈眩及體重增加。
- 腎上腺素能受體，可能會導致術中虹膜飄逸症候群（英语：intraoperative floppy iris syndrome）及體重增加。[31]

由於氯丙嗪會作用於許多受體，因此常被稱為"髒藥"（指氯丙嗪具有廣泛的作用，可影響多個不同的生理系統。雖然這可帶來治療上的優勢，但也可能導致更多的副作用。）。

### 藥物動力學

三種氯丙嗪通常的代謝物。

## 歷史

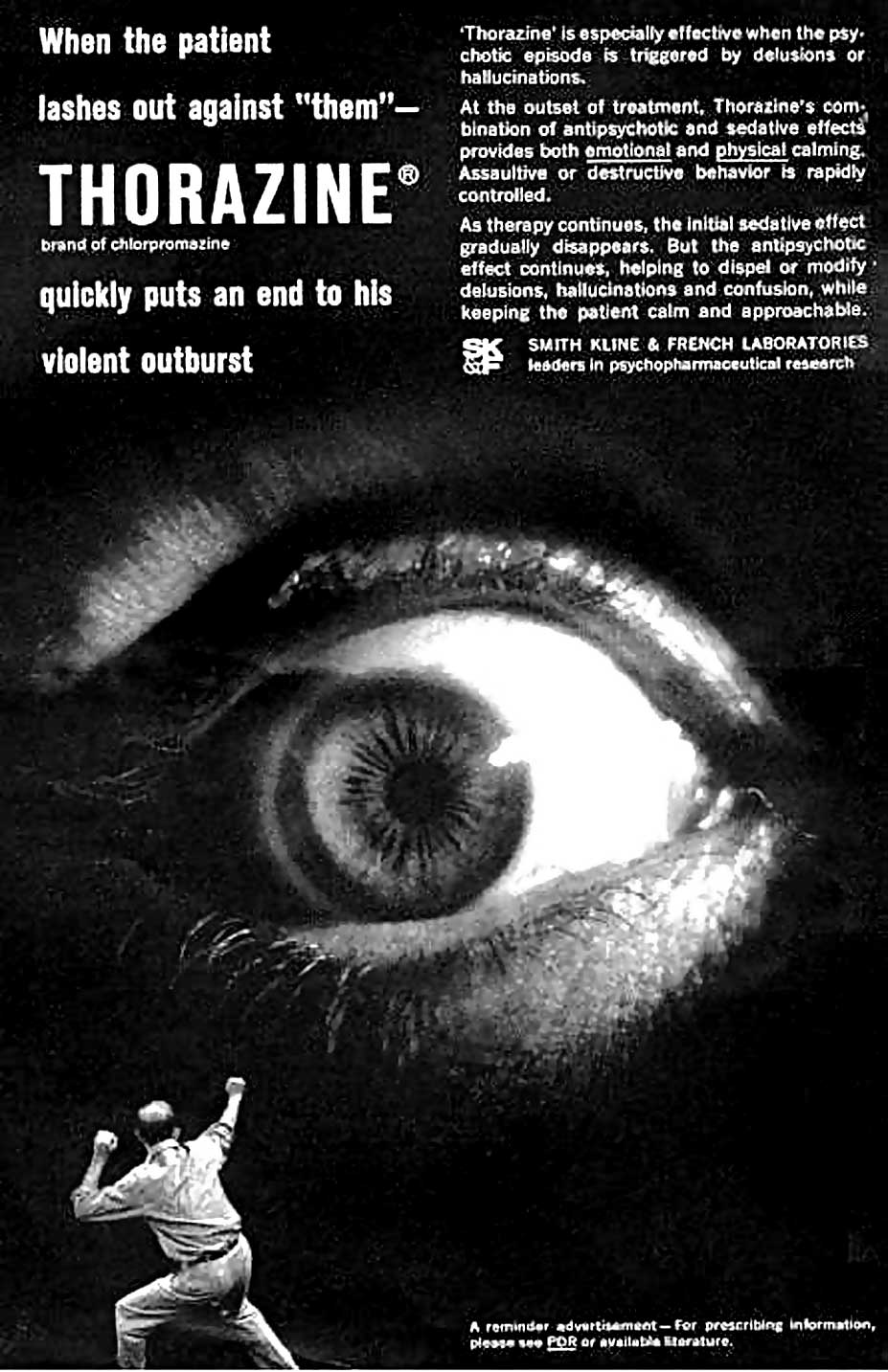
於1960年代製作的Thorazine（氯丙嗪）商業廣告

1950年12月，於法國羅納-普朗克製藥服務的化學家保羅·夏龐蒂埃（Paul Charpentier）合成一系列化合物，其中包括RP4560，也就是氯丙嗪。
此藥物於1952年開始在精神病患者身上實驗，有不錯的療。
法國精神科醫師皮埃爾·德尼克隨後與醫院合作，做更大型的實驗，也獲得顯著成果。德尼克隨後訪問美國，他和同儕撰寫的相關文獻引起美國精神病學界的注意，有美國醫生在70位病人身上實驗，結果顯著，許多患者在經歷多年持續的精神病症狀後得以緩解。到1954 年，美國醫界已開始使用氯丙嗪治療思覺失調症、躁狂、精神運動性激越和其他的精神疾病。
氯丙嗪於1955年在美國被批准用於治療嘔吐。此藥物在治療精神疾病上的突破，就像青黴素治療革蘭氏陽性菌引起的感染一樣，為精神醫學領域帶來一場革命。
然而氯丙嗪的普及度因新藥陸續出現，而在1960年代後期開始下降。從氯丙嗪衍生出許多其他類似的抗精神病藥，最終抗憂鬱藥也循此路徑開發出來。
氯丙嗪進入精神疾病的醫療用途後，在很大程度上將既有的電痙攣療法、水療、精神外科手術和胰島素休克療法取代。全球到1964年約有五千萬人使用過氯丙嗪。此藥物經廣泛使用五十年，仍然是治療思覺失調症的"基準藥物"，雖然不夠完美，但仍是一種有效藥物。

## 社會與文化

### 文學
美國小說家及記者湯姆·沃爾夫所撰寫的非虛構作品《電動酸性迷幻藥測試》中經常描述氯丙嗪 (Thorazine) 用於中止LSD誘發的急性精神病反應。另一美國記者及小說家亨特·斯托克頓·湯普森在其於1971年出版的小說《拉斯維加斯賭城之恐懼與憎惡》中也提到Thorazine，據說它可消除LSD引發的不良作用。

### 商品名稱
此藥物的商業品牌名稱有Thorazine、Largactil、Hibernal和Megaphen（Megaphen自1953年7月起由拜耳製藥在當時的西德銷售）。

## 獸醫用途
氯丙嗪於獸醫的用途通常已由乙醯丙嗪所取代。
氯丙嗪可用作狗和貓的止吐劑，有較少的情況用作麻醉前鎮靜劑。由於馬經常會被此藥物導致共濟失調和嗜睡，而很少使用。
歐洲藥品管理局因無法確定氯丙嗪在畜養牲畜體內的最大殘留限量，因此禁止將其用於獸醫用途。